# 友美イチロウ
友美 イチロウ（ゆうみいちろう）は日本の漫画家。旧芸名は「ぶんちん」。

## 作風
グラマラスな女性を多く描いているが、みーたんのような幼女キャラも持ち味。

## 作品リスト

### ぶんちん
- 浅草橋めいど商会（虹の旅出版）

### 友美イチロウ名義
- i kiss（双葉社） - 全3巻
- みーたん（双葉社） - 全3巻
- 潤愛彼女（双葉社）
- エロまんが編集者 Aki（竹書房）
- 性欲。（エンジェル出版）
- おいしい三姉妹（竹書房） - 全3巻
- サッチー＆ユッキー（エンジェル出版）
- にゅーたん（講談社、シリウスKC） - 全2巻
- 號鉄のジョニー（リイド社、リイドカフェ）[2] - 連載中